# アンティーブ
アンティーブ（フランス語: Antibes, ギリシャ語: Ἀντίπολις, ラテン文字転写: Antipolis）は、フランス南部のアルプ＝マリティーム県にあるコミューン。

## 概要
アンティーブはフランス南部の地中海・コート・ダジュールに面した都市で、カンヌとニースの間に位置している。旧市街にあるピカソ美術館 (Musée Picasso) やレイモン・ペイネとユーモラスな作家美術館リヴィエラ特有の穏やかな海景が楽しめるアンティーブ岬などが観光スポットで、夏のバカンスで観光客がにぎわう区域である。
海を見下ろすグルマルディ城の中がピカソ美術館になっており、1946年にピカソがこの城に滞在したときの作品ほか、ニコラ・ド・スタールの絵画などが展示されている。
出身者に映画監督のクリストフ・ガンズがいる。

## 歴史

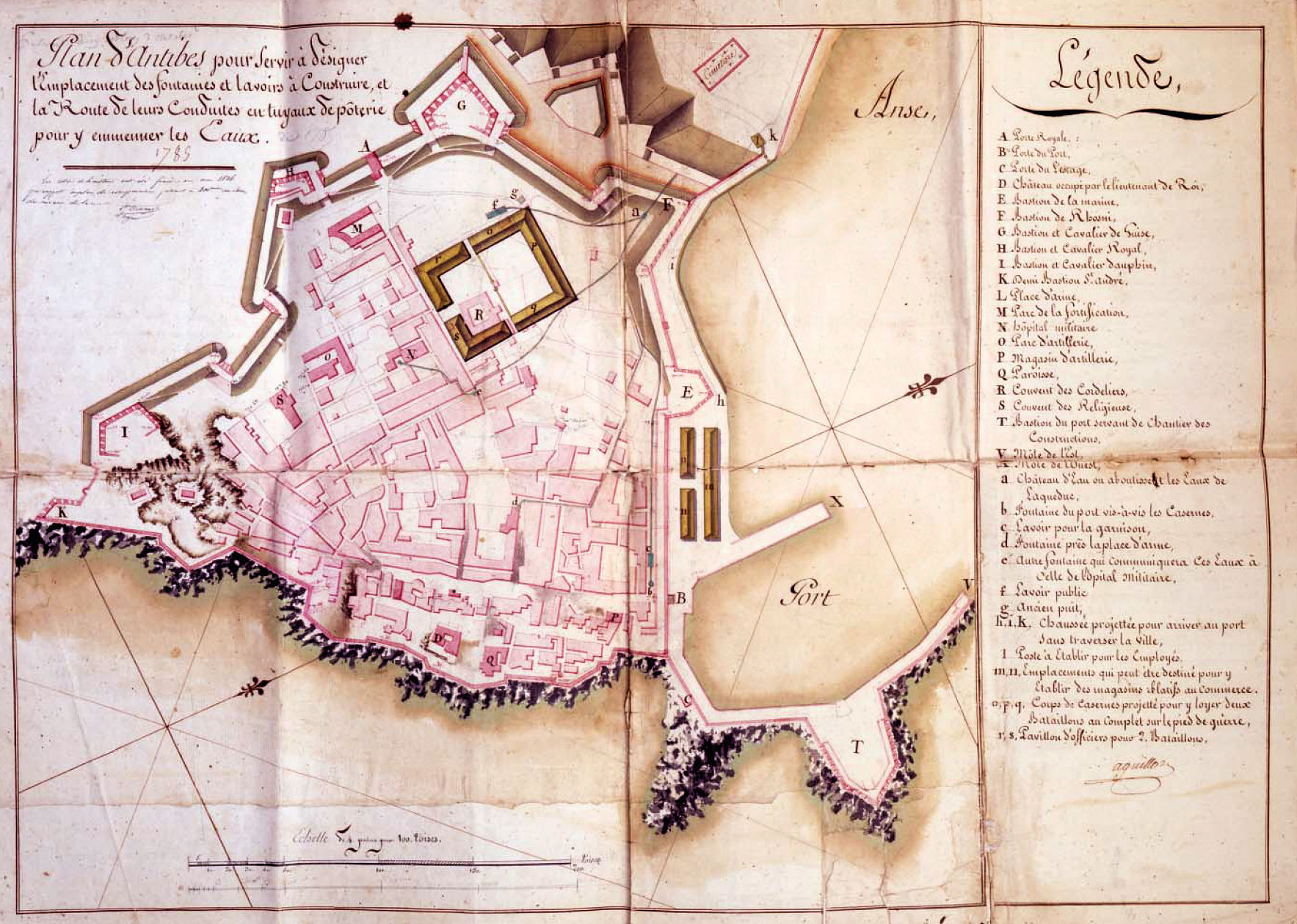
1785年に描かれたアンティーブ

地形的に外から保護されている港のため、街は長期にわたり重要な貿易拠点であった。フランスが最終的に支配権を得るまで、様々な人によって統治されていた。
紀元前43年、アンティーブは公式にローマ帝国に併合され、支配が500年続いた。ローマ人はアンティーブをこの地域で一番大きい街に変え、ガリアへの主要な入り口とした。水道橋や要塞壁、アンフォラは今日でも見ることができる。
476年に西ローマ帝国が滅亡すると、様々な異民族がアンティーブにやって来た。その主な結果として、街の破壊と長期に渡る不安定な社会をもたらした。10世紀に領主ロドアールによって広範囲な要塞壁と城が築かれた。その後の200年、街は復興期を経験した。
アンティーブの繁栄は長続きしなかった。地域全体が数世紀に渡り、無秩序な状態に陥った。住人は、郊外で被害の多かった一連の戦いや疫病を避ける、強固な街の壁の内側で生活していた。15世紀末までに、街全体が、フランス国王ルイ11世の保護、支配下となった。

## 人口統計
| 1962年 | 1968年 | 1975年 | 1982年 | 1990年 | 1999年 | 2006年 | 2011年 |
| ------ | ------ | ------ | ------ | ------ | ------ | ------ | ------ |
| 35439  | 47547  | 55960  | 62859  | 70005  | 72412  | 75820  | 75176  |

参照元:1999年までEHESS、2004年以降INSEE

## 関係者
出身者
- クリストフ・ガンズ - 映画監督

居住その他ゆかりある人物
- ジェラール・スゼー - バリトン歌手。この地で死去
- リリアン・ハーヴェイ - イギリス生まれのドイツ人女優。ジュアン＝レ＝パン (Juan-les-Pins) で死去

## ギャラリー

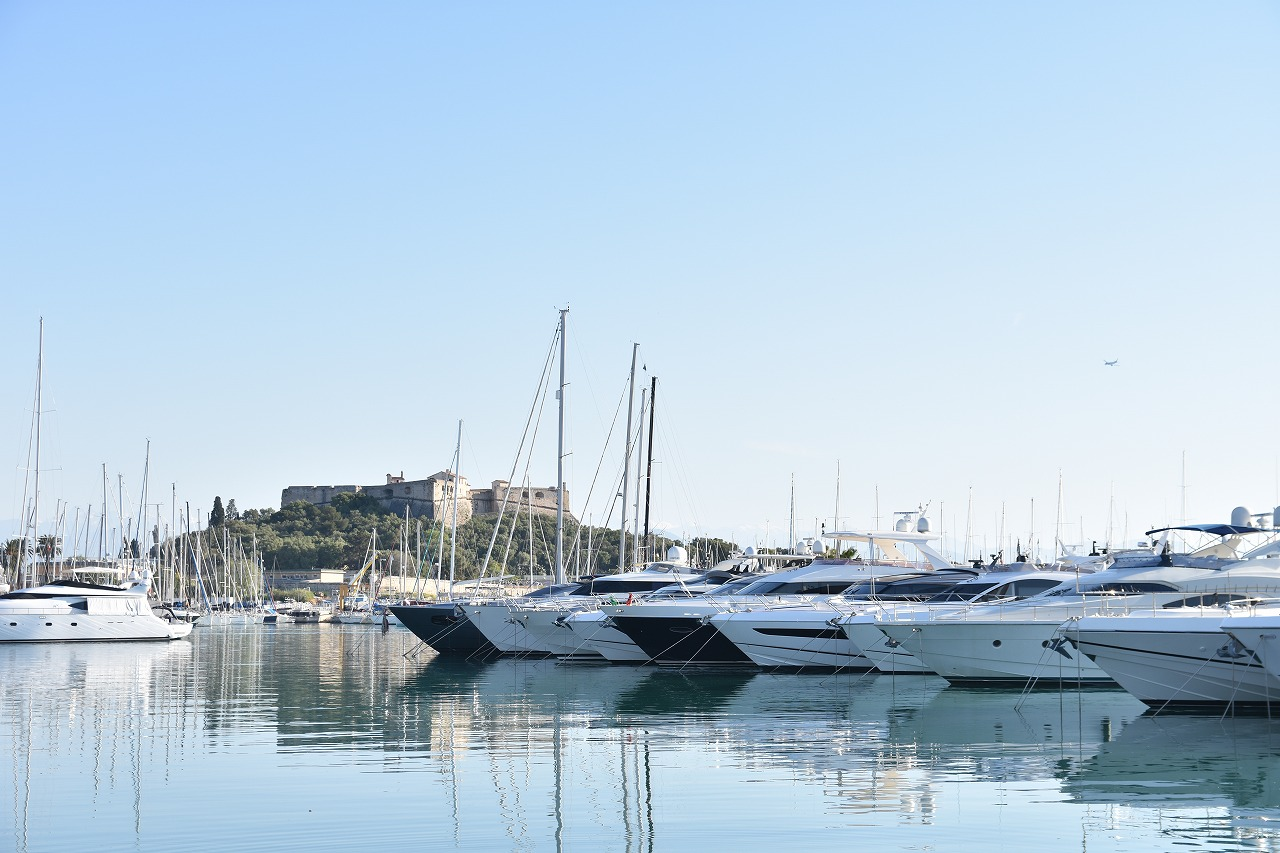
港から見たフォートカレ（砦）
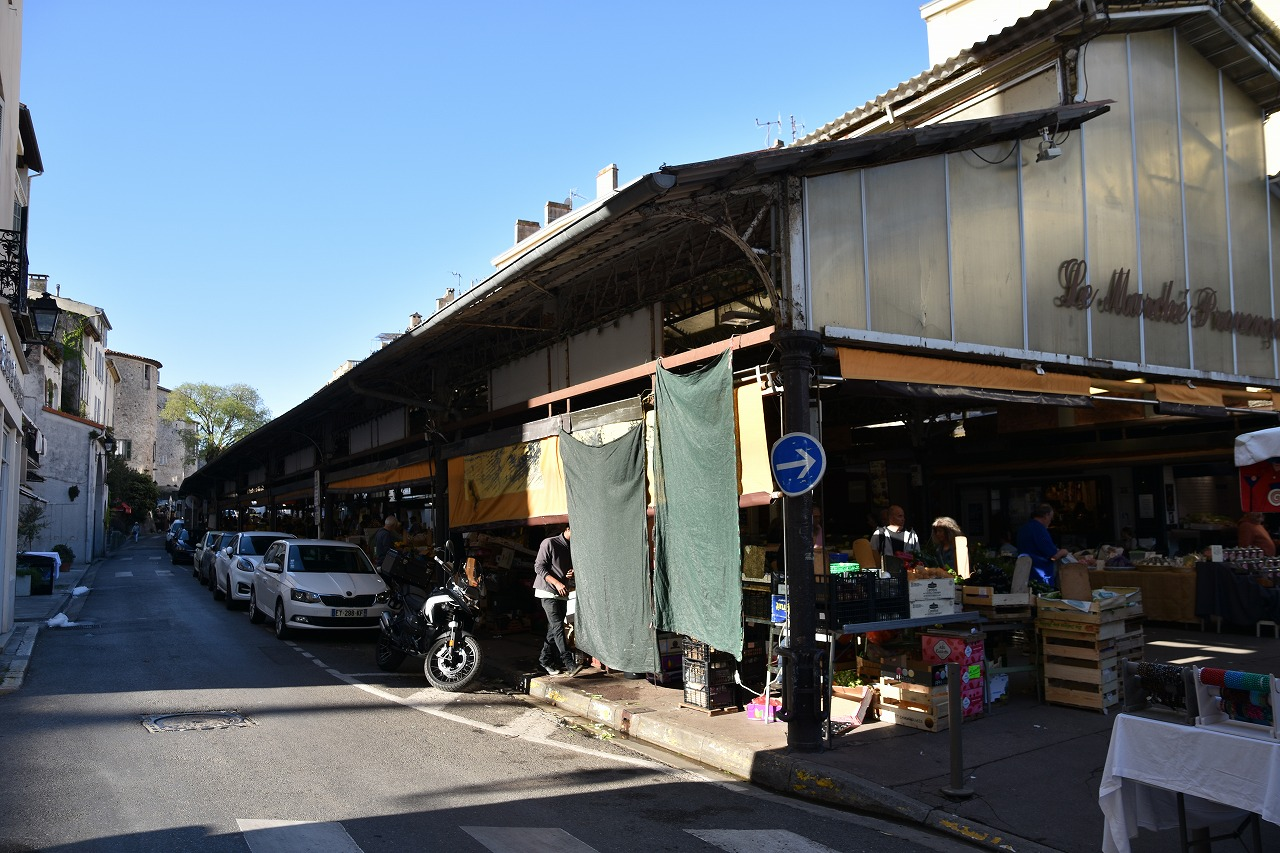
マルシェプロヴァンス（市場）
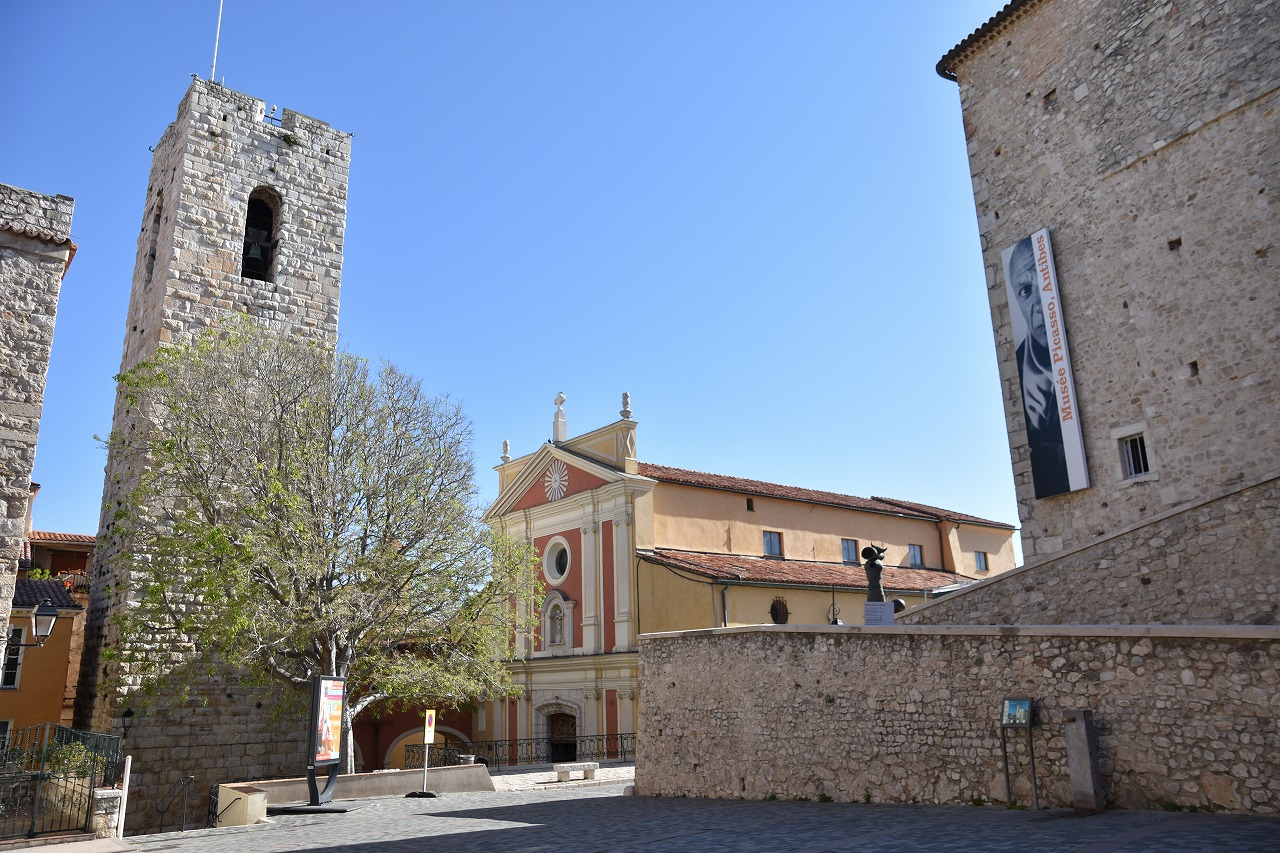
ピカソ美術館。隣に見えるのはアンティーブ大聖堂。
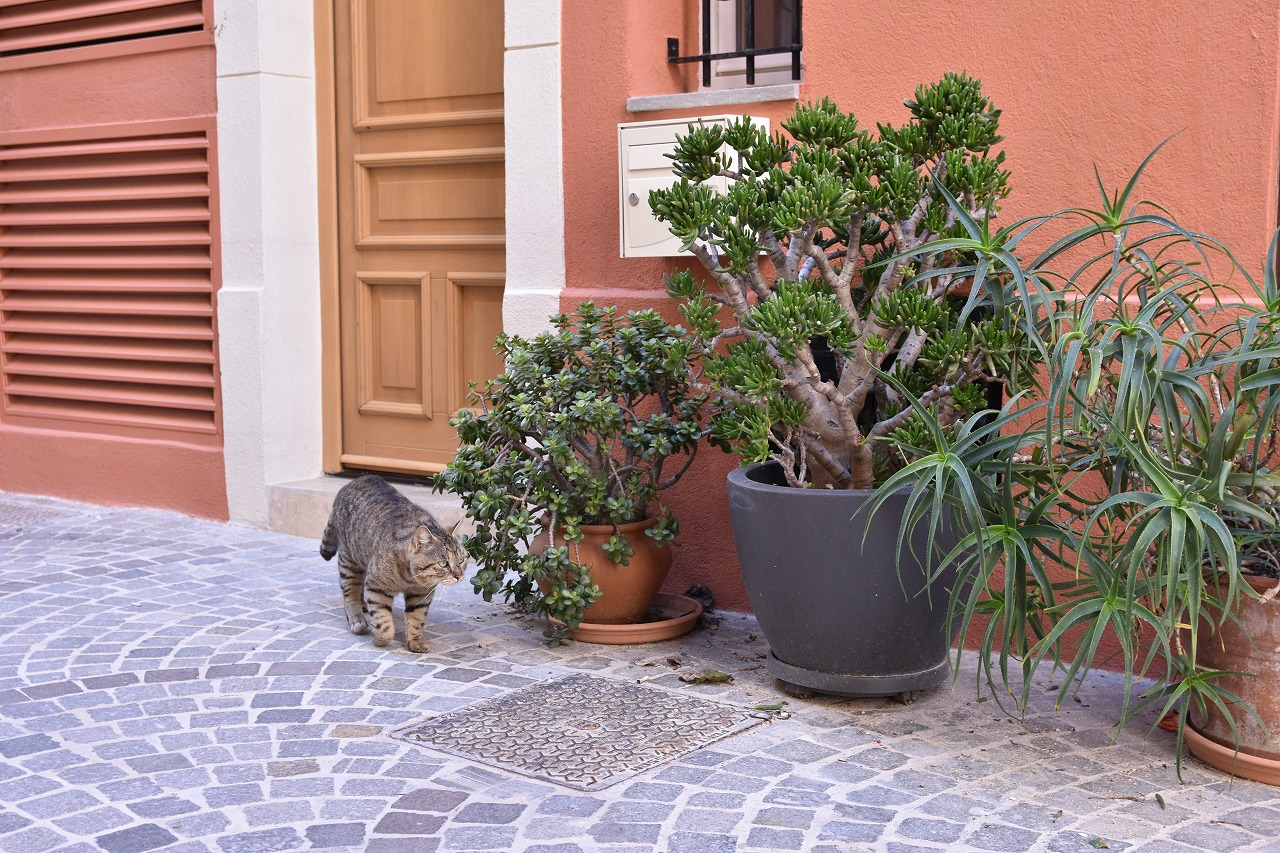
バトー通りを散歩する猫。
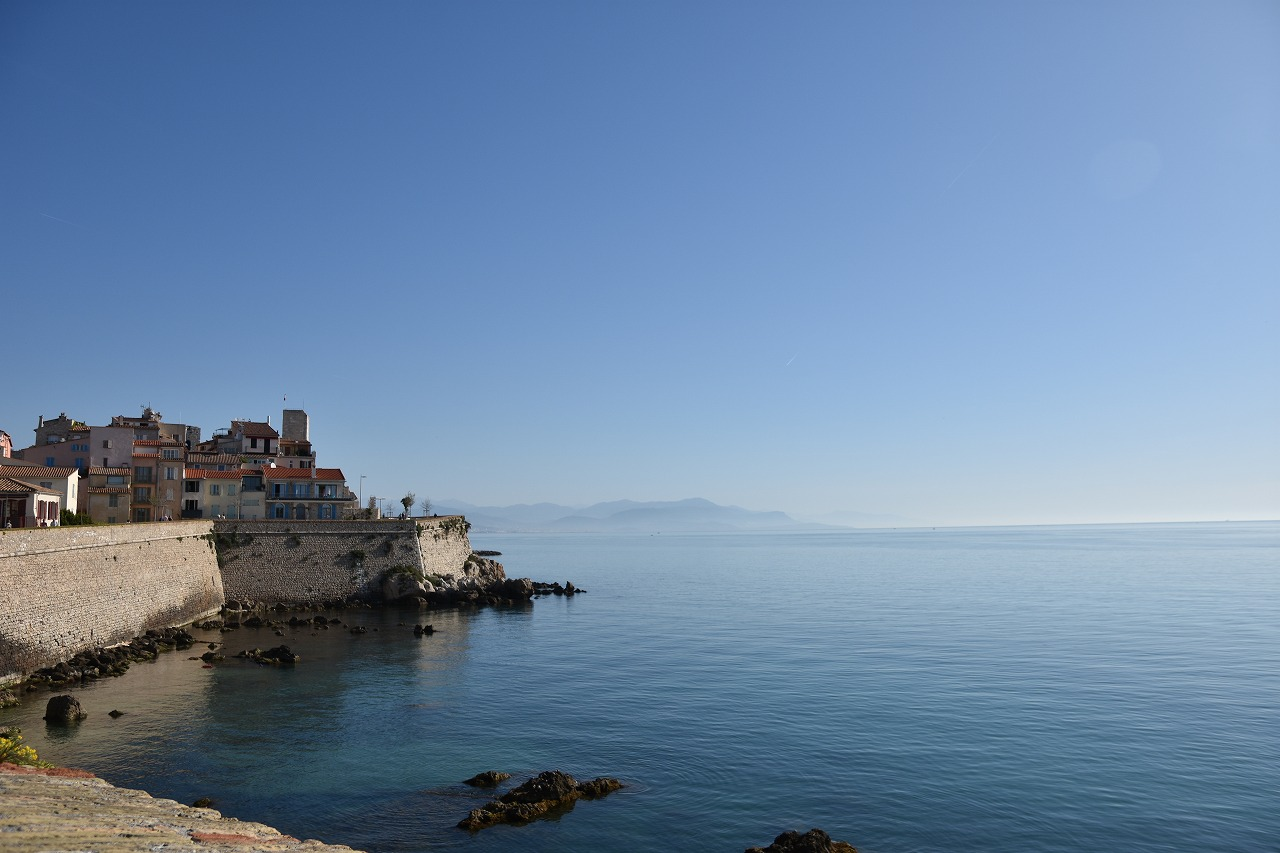
海岸線の遊歩道から見たグリマルディ城（ピカソ美術館）
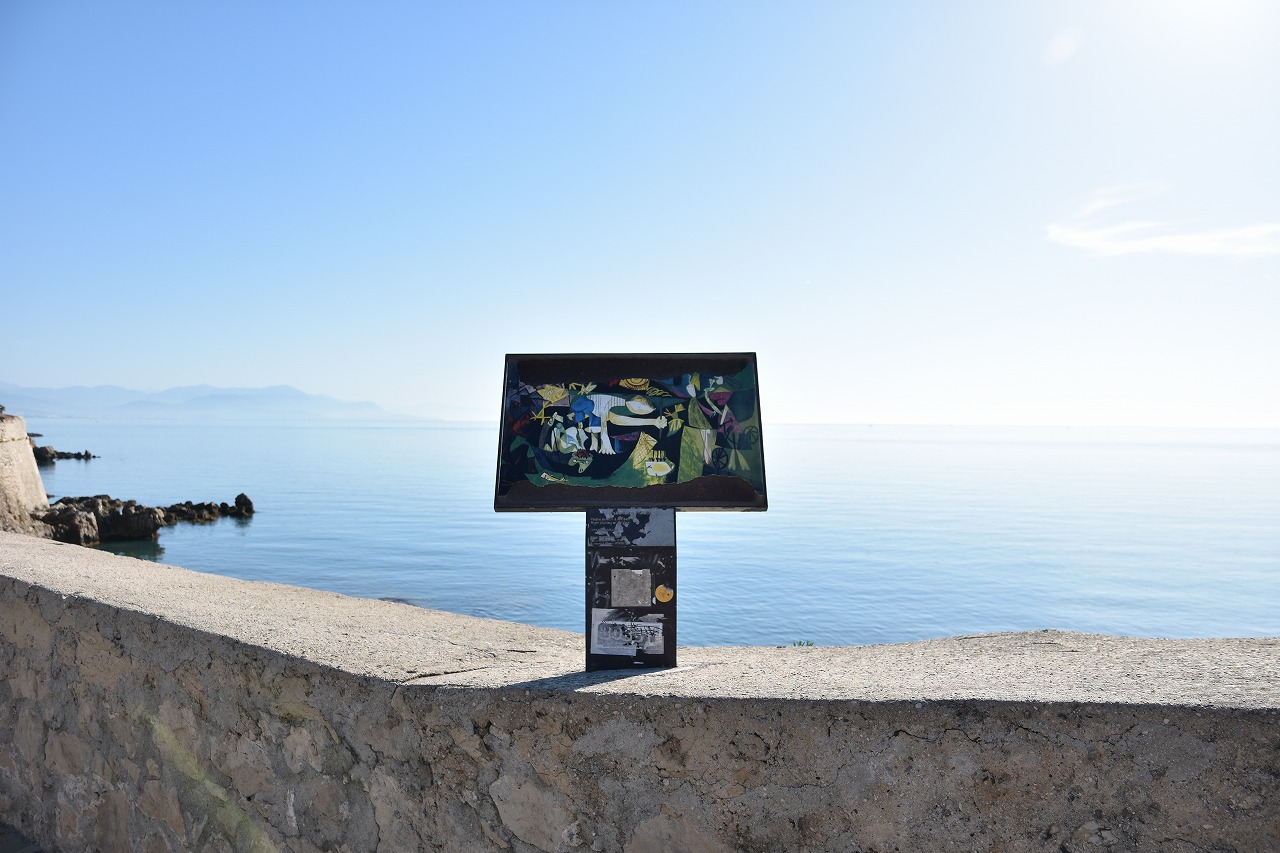
遊歩道にあるピカソ作品のモニュメント
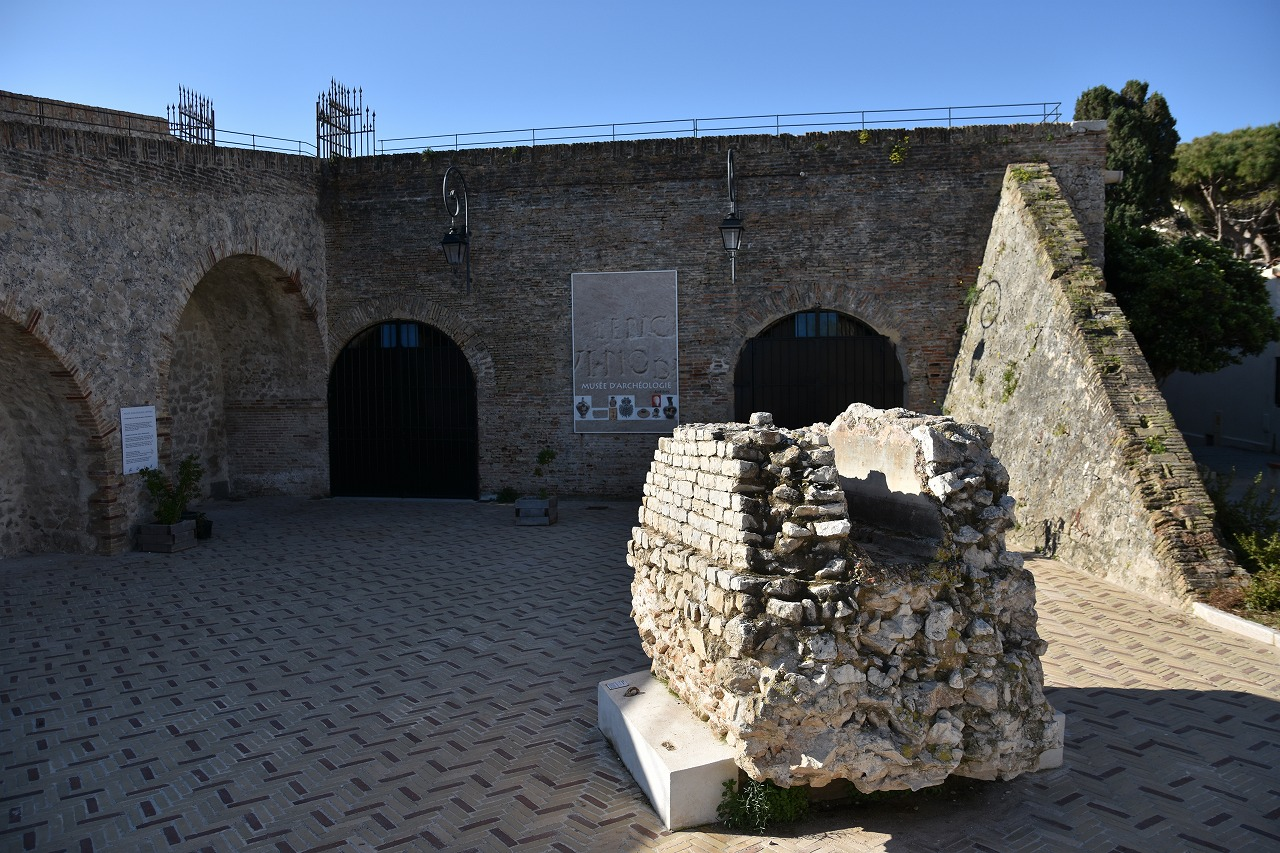
アンティーブ考古学博物館

## 姉妹都市
- オールボー、デンマーク
- エイラート、イスラエル
- デゼンツァーノ・デル・ガルダ、イタリア
- オリンピア、ギリシャ
- シュヴェービッシュ・グミュント、ドイツ
- ニューポートビーチ、アメリカ合衆国
- キンセイル、アイルランド